# Campionati mondiali di freestyle 2021
I Campionati mondiali di freestyle 2021 si sarebbero dovuti svolgere a Zhangjiakou in Cina, ma a causa della Pandemia di COVID-19 sono stati annullati.
Le gare si sono svolte in sedi diverse: dal 10 al 13 febbraio a Idre Fjäll in Svezia lo ski cross; dal 8 al 11 marzo a Almaty in Kazakistan i salti, le gobbe e le gobbe in parallelo; e dal 10 al 16 marzo ad Aspen negli Stati Uniti d'America l'halfpipe, lo slopestyle e il big air.
Il programma include tutte le gare  sia maschili che femminili più una gara di salti a squadre miste.

## Programma
| Giorno      | Gara                                |
| ----------- | ----------------------------------- |
| 10 febbraio | Ski cross - Qualificazioni          |
| 13 febbraio | Ski cross - Finale                  |
| 8 marzo     | Gobbe - Qualificazioni              |
| 8 marzo     | Gobbe - Finale                      |
| 9 marzo     | Gobbe in parallelo - Qualificazioni |
| 9 marzo     | Gobbe in parallelo - Finale         |
| 10 marzo    | Salti - Qualificazioni              |
| 10 marzo    | Salti - Finale                      |
| 10 marzo    | Halfpipe - Qualificazioni           |
| 11 marzo    | Salti a squadre - Finale            |
| 11 marzo    | Slopestyle - Qualificazioni         |
| 12 marzo    | Halfpipe - Finale                   |
| 13 marzo    | Slopestyle - Finale                 |
| 15 marzo    | Big air - Qualificazioni            |
| 16 marzo    | Big air - Finale                    |

## Podi

### Uomini
| Evento                        | Oro              | Tempo/Punti      | Argento            | Tempo/Punti    | Bronzo           | Tempo/Punti     |
| Gobbe (dettagli)              | Mikaël Kingsbury | 87.36            | Benjamin Cavet     | 82.43          | Pavel Kolmakov   | 82.23           |
| Gobbe in parallelo (dettagli) | Mikaël Kingsbury | Mikaël Kingsbury | Matt Graham        | Matt Graham    | Ikuma Horishima  | Ikuma Horishima |
| Big air (dettagli)            | Oliwer Magnusson | 185.25           | Édouard Therriault | 183.00         | Kim Gubser       | 180.75          |
| Salti (dettagli)              | RSF Maksim Burov | 135.00           | Christopher Lillis | 133.50         | RSF Pavel Krotov | 127.50          |
| Halfpipe (dettagli)           | Nico Porteous    | 94.50            | Simon d'Artois     | 91.25          | Birk Irving      | 89.75           |
| Slopestyle (dettagli)         | Andri Ragettli   | 90.65            | Colby Stevenson    | 89.65          | Alexander Hall   | 86.01           |
| Ski cross (dettagli)          | Alex Fiva        | Alex Fiva        | François Place     | François Place | Erik Mobärg      | Erik Mobärg     |

### Donne
| Evento                        | Oro                     | Tempo/Punti             | Argento                 | Tempo/Punti             | Bronzo                  | Tempo/Punti         |
| Gobbe (dettagli)              | Perrine Laffont         | 82.11                   | Julija Galyševa         | 79.52                   | RSF Anastasija Smirnova | 79.41               |
| Gobbe in parallelo (dettagli) | RSF Anastasija Smirnova | RSF Anastasija Smirnova | RSF Viktoriia Lazarenko | RSF Viktoriia Lazarenko | Anastassiya Gorodko     | Anastassiya Gorodko |
| Big air (dettagli)            | RSF Anastasia Tatalina  | 180.50                  | RSF Lana Prusakova      | 165.50                  | Gu Ailing               | 161.75              |
| Salti (dettagli)              | Laura Peel              | 106.46                  | Ashley Caldwell         | 101.74                  | RSF Ljubov' Nikitina    | 94.47               |
| Halfpipe (dettagli)           | Gu Ailing               | 93.00                   | Rachael Karker          | 91.75                   | Zoe Atkin               | 90.50               |
| Slopestyle (dettagli)         | Gu Ailing               | 84.23                   | Mathilde Gremaud        | 77.15                   | Megan Oldham            | 76.18               |
| Ski cross (dettagli)          | Sandra Näslund          | Sandra Näslund          | Fanny Smith             | Fanny Smith             | Alizée Baron            | Alizée Baron        |

### Misti
| Evento                     | Oro                                            | Tempo/Punti | Argento                              | Tempo/Punti | Bronzo                                           | Tempo/Punti |
| Salti a squadre (dettagli) | RSF Ljubov' Nikitina Pavel Krotov Maksim Burov | 300.94      | Carol Bouvard Pirmin Werner Noé Roth | 293.46      | Ashley Caldwell Eric Loughran Christopher Lillis | 283.97      |

## Medagliere
| Pos.   | Paese                              | Oro | Argento | Bronzo | Totale |
| ------ | ---------------------------------- | --- | ------- | ------ | ------ |
| 1      | Federazione sciistica della Russia | 4   | 2       | 3      | 9      |
| 2      | Svizzera                           | 2   | 3       | 1      | 6      |
| 3      | Canada                             | 2   | 3       | 1      | 6      |
| 4      | Cina                               | 2   | 0       | 1      | 3      |
| 7      | Svezia                             | 2   | 0       | 1      | 3      |
| 5      | Francia                            | 1   | 2       | 1      | 4      |
| 6      | Australia                          | 1   | 1       | 0      | 2      |
| 8      | Nuova Zelanda                      | 1   | 0       | 0      | 1      |
| 9      | Stati Uniti                        | 0   | 3       | 3      | 6      |
| 10     | Kazakistan                         | 0   | 1       | 2      | 3      |
| 11     | Giappone                           | 0   | 0       | 1      | 1      |
| 11     | Gran Bretagna                      | 0   | 0       | 1      | 1      |
| Totale | Totale                             | 13  | 13      | 13     | 39     |